# イリス (オペラ)

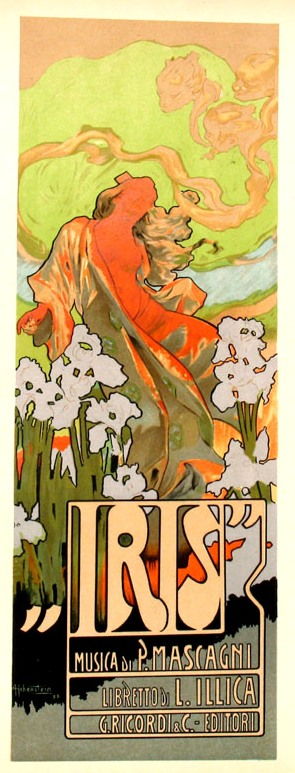
アドルフ・ホーヘンシュタインによるポスター（1898年）

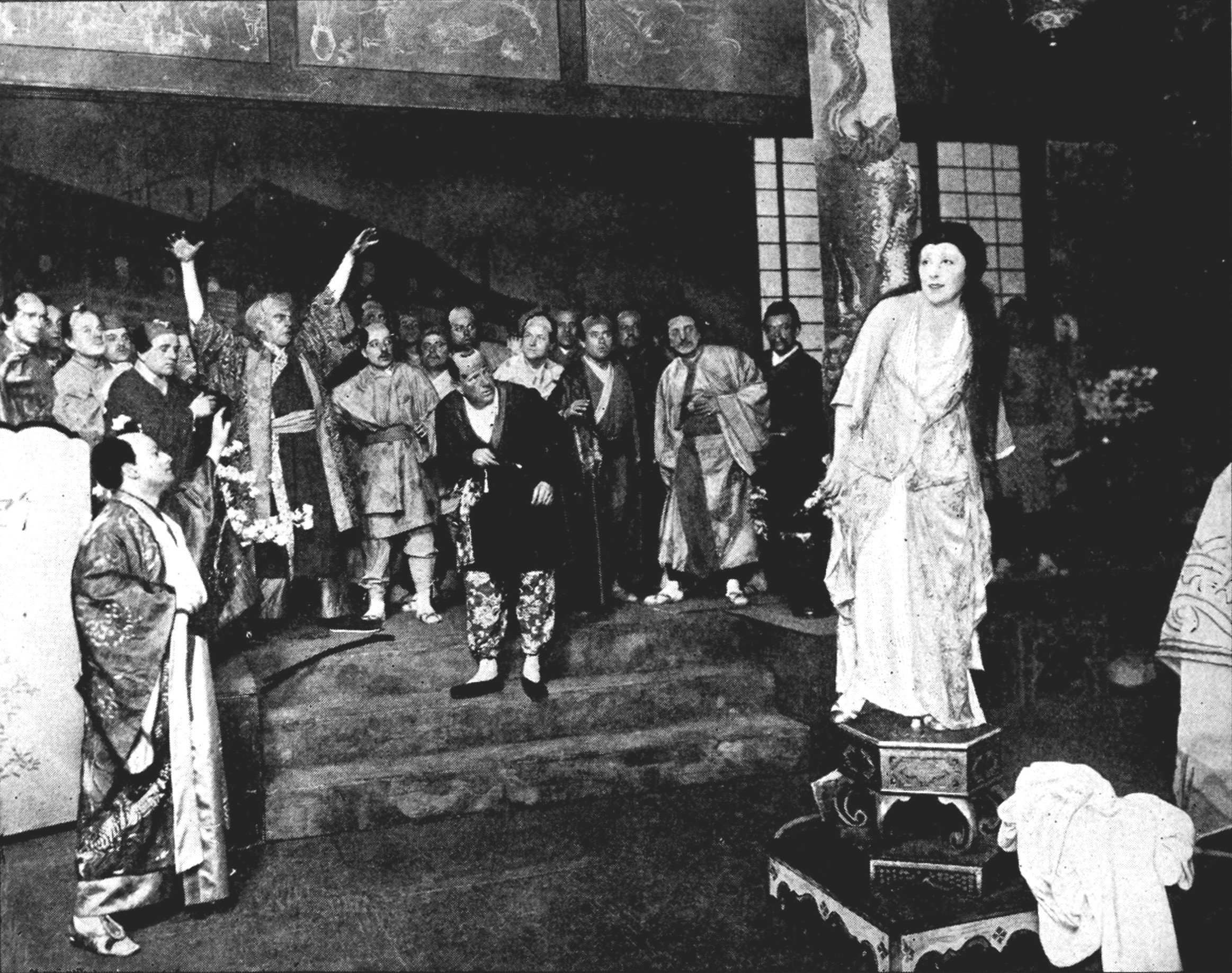
1910年代の舞台写真

『イリス』（Iris）は、ピエトロ・マスカーニ作曲、ルイージ・イッリカ台本によるオペラ。1898年11月22日にローマのコスタンツィ劇場でマスカーニ自身の指揮により初演された。プッチーニの『蝶々夫人』以前に製作されたジャポニスム・オペラの一つで、日本を舞台にしている。イリスとはあやめのことである。

## 登場人物
- イリス（ソプラノ）
- イリスの盲目の父（バス）
- オオサカ（テノール）
- キョート（バリトン）
- 芸者（ソプラノ）
- ディーア（ソプラノ）
- 行商人（テノール）
- くず拾い（テノール）
- 三人の踊り子

## 設定
江戸を舞台に、盲目の父と住む娘イリスが騙されて、イリスが遊郭に売られていく物語。
- 時代：江戸時代
- 場所：江戸

## エピソード
- 劇中の通称「蛸のアリア」は、北斎の浮世絵「蛸と海女」からインスピレーションを得たと言われている。
- 1907年にアメリカのメトロポリタン歌劇場でエマ・イームズ（Emma Eames）が主演する際には、日本女性の所作を学ぶために川上貞奴から演技指導を受けた[1]。

## 日本初演
日本初演は、1985年8月に、藤原歌劇団と二期会の合同で日生劇場で行われた。
指揮：井上道義
演出：粟國安彦
イリスの盲目の父：高橋啓三
イリス：東敦子
オオサカ：小林一男
キョート：栗林義信
芸者：伊達伸子
小間物屋：五十嵐修
くず拾い：平良栄一
合唱：二期会合唱団, 藤原歌劇団合唱部
管弦楽：新日本フィルハーモニー交響楽団
このとき指揮をした井上道義は、その後、2005年と2011年にもこの作品を指揮している。